# آية خير البرية
آية خير البرية هي الآية السابعة من سورة البينة في القرآن الكريم، والتي تُشير، وفقًا لكتب التفسير الشهيرة مثل الميزان ومجمع البيان ، إلى المكانة الروحية لعلي بن أبي طالب وشيعته. الترجمة الحرفية لعنوان الآية هو أفضل المخلوقات.

## سبب النزول

### التفاسير السنية

#### حاكم حسكاني
يقول الحاكم الحسكاني من علماء أهل السنة في كتاب شواهد التنزيل لقوائم التفضيل ما يلي:
عن أبي ذر: تلا النبي محمد الآية "إِنَّ الَّذِينَ آمَنُوا وَعَمِلُوا الصَّالِحَاتِ أُولَٰئِكَ هُمْ خَيْرُ الْبَرِيَّةِ" ثم قال بعدها: أنت يا علي وشيعتك.

عن محمد الباقر: أن النبي محمد تلا آية خير البرية ثم قال لعلي 'خير البرية أنت وشيعتك.

عن جابر بن عبد الله:
قال : كنا عند النبي فأقبل علي بن أبي طالب، فقال النبي : قد أتاكم أخي، ثم التفت إلى الكعبة فضربها بيده، ثم قال: والذي نفسي بيده، إن هذا وشيعته لهم الفائزون يوم القيامة، ثم قال: إنه أولكم إيمانا معي، وأوفاكم بعهد الله، وأقومكم بأمر الله، وأعدلكم في الرعية، وأقسمكم بالسوية، وأعظمكم عند الله مزية. قال: ونزلت: (إن الذين آمنوا وعملوا الصالحات أولئك هم خير البرية) قال: فكان أصحاب محمد إذا أقبل علي قالوا: قد جاء خير البرية

### التفاسير الشيعية

#### الشيخ الطبرسي
أبو علي الفضل بن الحسن الطبرسي من علماء الشيعة ، في كتاب مجمع البيان عند آية خير البرية، ينقل عن أبي القاسم علي بن الحسن الكلبي، عن جابر بن عبد الله أنه كان عند رسول الله إذ دخل علي بن أبي طالب، فقال النبي أنه «والذي نفسي بيده ان هذا وشيعته هم الفائزون يوم القيامة». فنزلت آية «خير البرية».

#### محمد حسين الطباطبائي
يقول محمد حسين الطباطبائي في كتاب تفسير الميزان في ما يلي آية خير البرية:
يقول يزيد بن شراحيل,وفيه أنه عليه الصلاة والسلام قال ذلك له [خير البرية] عند الوفاة ورأسه الشريف على صدره.

#### ناصر مكارم شيرازي
يقول ناصر مكارم الشيرازي في كتاب تفسير النيمونة في الحديث عن علي وشيعته:
وفي كثير من الروايات التي رواها أهل السنة ومصادرهم المشهورة، وكذلك في مصادر الشيعة المعروفة، فإن آية خير البرية تشير إلى علي وأنصاره وأتباعه..

## طالع أيضًا
- آية الولاية
- آية الطاعة
- آية إكمال الدين
- آية التبليغ
- آية التطهير
- آية المودة
- إمامة علي وولايته